# Little Bay Island
Little Bay Island is een eiland dat deel uitmaakt van de Canadese provincie Newfoundland en Labrador. Het eiland van 6,8 km² ligt in het westen van Notre Dame Bay op iets meer dan twee kilometer ten noorden van Newfoundland. Het schiereiland Baie Verte ligt zo'n 3,5 km verder westwaarts.
Little Bay Island vormt het grootste deel van de in 2019 hervestigde gemeente Little Bay Islands. Het was tot eind 2019 via een veerverbinding bereikbaar vanop Pilley's Island, dat zo'n 10 km verder naar het zuidoosten toe ligt.